# Gweta
Gweta – wieś w Botswanie w dystrykcie Central. Według spisu ludności z 2011 roku wieś liczyła 5304 mieszkańców.